# 紫骸城事件-inside the apocalypse castle
『紫骸城事件-inside the apocalypse castle』（しがいじょうじけん）は上遠野浩平著、イラスト金子一馬担当の小説。「事件シリーズ」（または「戦地調停士シリーズ」）の第二作目。講談社ノベルス刊（2001年）。

## ストーリー
舞台は魔法が発達し文明が成り立った世界。300年前全世界を支配した「魔女」リ・カーズと、その宿敵「戦鬼」オリセ・クォルトが激突したバットログの森に聳え立つ紫骸城は、現在最も優れた魔導師を決める〈限界魔導決定会〉の会場となっていた。前大会の優勝者が死体となって紫骸城に現れた時から、前代未聞の地獄の底が抜けた絶望という言葉さえ事足りぬ、世界を嘲笑う巨大な虚無と悪意に満ちた大量殺戮事件が幕を開ける。

## 登場人物
フロス・フローレイド
ヒッシバル共和国の魔導大佐で、物語の語り手。かつて風の騎士（ヒースロゥ）と共に「ケッチタの暴走」事件を解決したことから、英雄として〈限界魔導決定会〉の立会人（審判）として招聘された。世間から英雄扱いをされてはいるが、実際に「ケッチタの暴走」の大部分を解決したのはヒースロゥであり、自分の肩身に合わない英雄という世間の評価に息苦しさを感じている。
U2R
人造魔導師＝擬人器であり、大会の総合管理を行っている。銀色の棒細工のような外見。フローレイドの助手として事件の解決に協力する。
ウージィ・シャオ
紫骸城にある宝を盗みに現れた盗賊の娘。始めは男装し盗みの機会を窺っていたものの事件発生により、それどころではなくなってしまう。
オブルファス・ギィ・グルドラン・ウォルハッシャー公爵
限定魔導決定会の最高責任者。非常に傲慢でプライドが高い。今大会の特別参加者であるミラル・キラルを相当毛嫌いしている。
ゾーン・ドーン
一度死んだ後、魔法の力で復活した死人。限定魔導決定会の下準備を統括している。権力者であるが非常に腰が低く弱腰。
ナナレミ・ムノギタガハル
夫を殺されたショックで気がふれてしまった未亡人。実物大の赤ん坊のブリキ人形を本物の我が子だと思い込み、溺愛している。
〈ミラル・キラル〉
“ひとつの戦争を終わらせるのにそれまでの戦死者に倍する犠牲者を生む”と世に悪名高い双子の戦地調停士。民衆の前で、くじ引きで無作為に大量極刑を堂々と執行したという経歴が作中語られている。姉弟ともに性別不詳の彫刻のような顔立ち。フローレイドと同じく立会人として大会に参加。
姉はミラロフィーダ・イル・フィルファスラート。弟はキラストル・ゼナテス・フィルファスラート。「フィルファスラート」は魔女リ・カーズが生まれたときに持っていた姓（リ・カーズの子孫であることが噂されるが、フィルファスラートという名字が300年前はそれほど珍しいものではなかったことと、リ・カーズが自らの家系を全て根絶やしにしてしまった事実から本人達は否定している）。
姉が話す言葉の大半は「ディード」、「ナイン」のみであるが、推理のときは流暢に事件の統治者を蔑み嘲笑うように話す。
オリセ・クォルト
300年前、平和の為に単身リ・カーズに挑んだ勇者。女性。合成人間。物語の終盤、〈戦場〉という名の驚愕の正義が明かされる。
ビイアス・リ・カーズ
300年前、この世を殺戮と破壊で満たそうとした悪意の魔女。本名はクラスタティーン・フィルファスラート。物語の終盤、〈城〉という名の驚愕の悪意が明かされる。